# 尾状节肢蕨
尾状节肢蕨（学名：Arthromeris caudata）为水龙骨科节肢蕨属下的一个种。